# Betta gladiator
Betta gladiator — тропічний прісноводний вид риб з родини осфронемових (Osphronemidae), підродина макроподових (Macropodusinae).
Назва gladiator латинського походження, вона означає «боєць» і вказує на агресивну поведінку виду.

## Опис
Тіло міцне, струнке, голова широка й тупа. Хвостовий плавець закруглений, кінцівки його променів виступають за полотно. Спинний та анальний плавці на кінцях тупі, черевні плавці нитчасті. Максимальний відомий розмір 55,5 мм стандартної (без хвостового плавця) довжини, загальна довжина становить 135,4-139,2 % від стандартної, довжина голови 28,5-31,3 %, висота тіла біля початку спинного плавця 18,4-20,4 %, довжина черевних плавців 29,0-35,7 %, довжина основи анального плавця 48,1-52,8 %, довжина основи спинного плавця 7,3-11,4 % стандартної довжини. Хребців 33-34, у спинному плавці 7-9 м'яких променів (твердих променів немає), в анальному 1-2 твердих і 27-30 м'яких променів, в грудних плавцях по 16-17 променів (всі м'які), у бічній лінії 34-36 лусок.
Тіло жовтувато-коричневе, більш темне у верхній половині, світліше знизу. У самців зяброві кришки виблискують синім кольором, а на тілі присутньо трохи жовтувато-зеленого лиску. На хвостовому стеблі є чорна пляма, як у самців, так і у самок та молодих риб. Анальний плавець ближче до краю має блакитну смугу, а сам край вилискує зеленим кольором. Кінці ниток черевних плавців білі. Хвостовий плавець коричневий. На спинному, хвостовому та анальному плавцях присутні поперечні смуги.
Самці більші за самок, яскравіше забарвлені, мають ширшу голову й ширші плавці.
Betta gladiator належить до групи видів Betta unimaculata, яка включає також B. unimaculata, B. macrostoma, B. patoti, B. ocellata і B. pallifina. Найбільш тісно пов'язана з B. ocellata, звичайним видом для низинних районів Сабаху. B. gladiator відрізняється від інших членів групи більшою кількістю променів у грудних плавцях (16-17, проти 11-14), у спинному плавці в нього відсутні тверді промені, вид має більше лусок у бічній лінії (34-36, проти 31-34½), голова з боків плоска, а її верхній профіль випуклий, ширина голови становить 64,5-77,3 % її довжини (проти 56,4-74,2 %). Крім того, від кожного окремого виду групи B. gladiator відрізняється певними деталями забарвлення, окремими меристичними або морфометричними показниками.

## Поширення

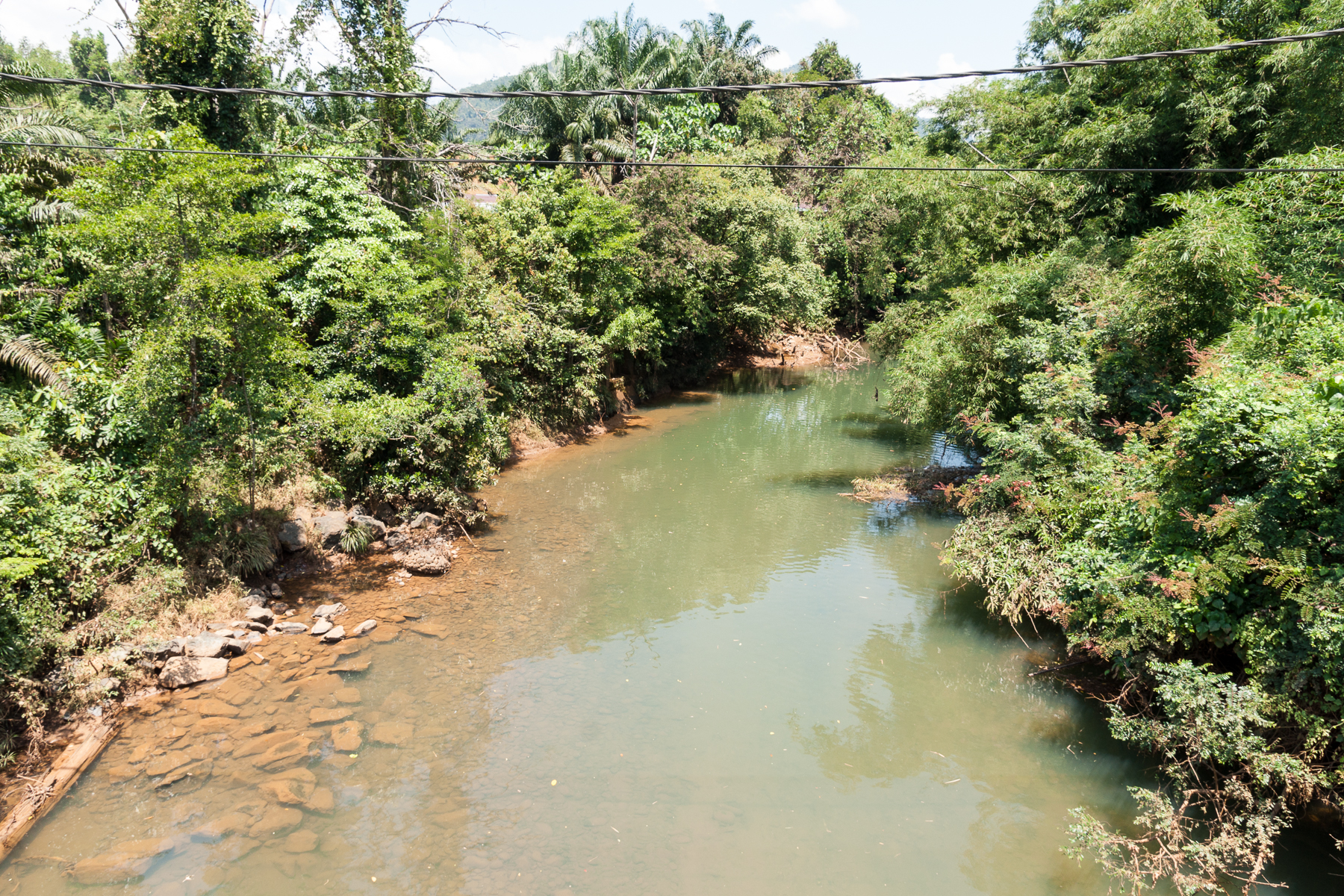
Річка Мальяу (Сабах, Малайзія).

Вид поширений у малайзійській частині острова Калімантан, штат Сабах. Відомий лише з географічно ізольованого басейну річки Мальяу (малай. Lembangan Maliau). Це майже кругле плато у внутрішніх районах Сабаху, з усіх боків оточене горами. Воно має статус Заповідної території Басейн Мальяу (англ. Maliau Basin Conservation Area) площею близько 600 км². Є ендеміком цього району. Річка Мальяу належить до басейну Кінабантанган (малай. Sungai Kinabatangan), другої за довжиною річки Малайзії. Ізольована географія басейну Мальяу, мабуть, сприяла еволюції цього виду.
Зразки були виловлені в лісових водоймах з кислою водою (pH 4,2-4,8). Дно в них вкрите товстим шаром рослинного матеріалу: опале листя, гілки, корчі тощо. Вода має насичений коричневий колір через високу концентрацію гумінових кислот та інших дубильних речовин, що утворюються при розкладі органіки. Betta gladiator мешкає тут разом із Puntius sealei (родина Коропові) і Hemibagrus aff. baramensis (родина Косаткові).

## Біологія
Це територіальний й агресивний вид. Дорослі особини тримаються на відстані приблизно один метр один від одного й зазвичай біля них живе по кілька молодих рибок.
Полюють комах та інших дрібних безхребетних (зоопланктон).
Самці інкубують ікру в роті. Самка зазвичай ініціює нерест. Під час шлюбних ігор риби широко роззявляють рота та розпускають спинний, черевні, анальний та хвостовий плавці. Така поведінка відрізняє членів групи B. unimaculata від інших представників роду Бійцівська рибка. Інкубаційний період, залежно від температури води, триває 12-18 днів.

## Утримування в неволі
Зразки Betta gladiator неодноразово тривалий час тримали в неволі. Самці постійно б'ються між собою. Тому їх потрібно було тримати окремо, щоб вони не повбивали один одного.